# Kermia granosa
Kermia granosa is een slakkensoort uit de familie van de Raphitomidae. De wetenschappelijke naam van de soort is voor het eerst geldig gepubliceerd in 1871 door Dunker.